# Senebui

Senebui war ein altägyptischer Priester mit dem Titel „Größter der Leiter der Handwerker des Allherrn“. Dieser Titel ist eine Variante der Amtsbezeichnung des Hoherpriesters des Ptah. Senebui lebte in der 13. Dynastie (etwa 1800 bis 1650 v. Chr.) und ist bisher mit Sicherheit nur von einer Stele bekannt. Auf dieser Stele erscheint auch seine Gemahlin, der Königsschmuck Nubemhab, sowie eine biographische Phrase: auf den man wartet, am Tag an dem der Sothis herauskommt. Diese Phrase spielt in der ägyptischen Diskussion um die Chronologie und den Sothis-Zyklus eine gewisse Rolle, da sie andeuten mag, dass der Hohepriester des Ptah die Aufgabe hatte, den Sothisaufgang zu beobachten. Die genaue Deutung ist jedoch umstritten.